# عقد 1050 هـ
عقد 1050 هـ هو الفترة بين عام 1050 إلى 1059 في التقويم الهجري، أي العشر سنوات السادسة من القرن الحادي عشر الهجري.